# As-Suwayda
al-Suwayda (in arabo السويداء‎?, al-Suwaydā’) è una città della Siria, capoluogo dell'omonimo governatorato. La popolazione è costituita per la grande maggioranza da drusi, con un'importante comunità cristiana.

## Geografia e storia
È il capoluogo del Governatorato di As-Suwayda, uno dei quattordici Governatorati della Siria, il quale confina a ovest con il Governatorato di Dar'a, a sud con la Giordania, a nord e a est con il Governatorato del Rif di Damasco. La città è stata capitale del Gebel Druso durante il Mandato francese della Siria e del Libano.

## Società
Dal punto di vista etnico la quasi totalità della popolazione è costituita da arabi. Il gruppo confessionale maggioritario è rappresentato dai drusi e la città rappresenta il principale centro spirituale per i drusi siriani. Una grande minoranza della popolazione è costituita da arabi cristiani di confessione greco-ortodossa, greco-cattolica melchita e latina. Vi è poi una comunità di beduini di confessione sunnita. La città è stata storicamente sede di un'antica comunità ebraica, trasferitasi poi a Damasco.
Una vasta proporzione della popolazione cittadina è costituita da membri della diaspora siriana rimpatriati dal Venezuela. La città è anche nota infatti come "piccolo Venezuela", per via dell'influenza culturale portata dai siriani venezuelani.